# Venti occidentali

I venti occidentali, westerlies in inglese, giacciono nelle latitudini tra 35° e 60°. In figura sono mostrati anche gli alisei, trade winds in inglese, presenti nelle fasce tropicali

In meteorologia, i venti occidentali (in inglese westerlies) sono venti che soffiano tra le latitudini di 35° e 60° sia nell'emisfero boreale sia in quello australe ovvero alle latitudini medie o temperate. Il nome è dovuto alla loro direzione prevalente: nell'emisfero boreale soffiano da sud-ovest, in quello australe da nord-ovest, anche se, a differenza degli alisei si tratta di venti incostanti e irregolari che hanno cioè direzione e intensità variabili.
Questo tipo di circolazione, nota anche come circolazione zonale, è quella che caratterizza la cella di circolazione delle medie latitudini detta anche cella di Ferrel, una delle tre macrocelle della circolazione generale dell'atmosfera.

## Descrizione
Durante la stagione invernale i venti occidentali interessano l'Europa meridionale e le zone tropicali dominate dalle alte pressioni, dove possono portare precipitazioni e sono in media più forti per via del maggior contrasto termico polo-equatore; durante l'estate sono in genere confinati nelle zone più settentrionali e risultano più deboli. Una misura della zonalità nell'emisfero settentrionale è data dall'oscillazione artica e nel suo ramo atlantico dall'indice NAO, mentre nell'emisfero meridionale dall'oscillazione antartica.
I venti occidentali sono in media particolarmente forti nell'emisfero australe (40° ruggenti, 50° urlanti) dove non ci sono grandi estensioni continentali che possano frenarne la velocità per attrito rispetto a quanto accade invece nell'emisfero settentrionale.

### Oscillazioni dei venti occidentali

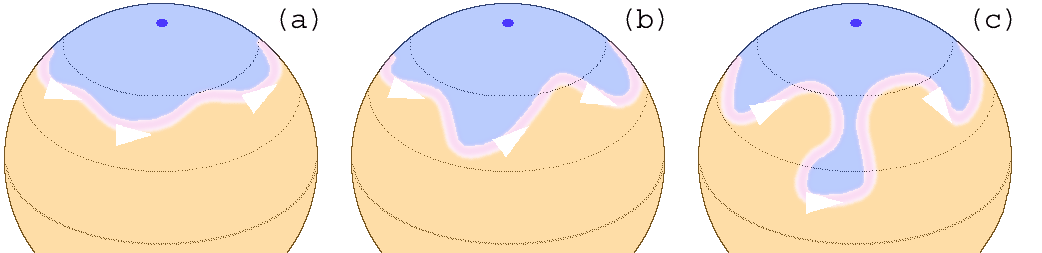
Meandri della corrente a getto nell'emisfero Nord, il loro sviluppo (a, b), e infine il distacco di una "goccia" di aria fredda (c). Arancione: masse di aria più calde; rosa: corrente a getto

Per effetto della variazione del parametro di Coriolis con la latitudine i venti occidentali rimangono solo in media diretti verso est, compiendo in realtà delle oscillazioni intorno a questa direzione. Consideriamo ad esempio un vento occidentale diretto verso nord-est nell'emisfero boreale. L'aumento della forza di Coriolis con la latitudine tende a curvare la traiettoria verso sud. Quando il vento si trova diretto verso sud-est, viceversa, la diminuzione della forza di Coriolis tende a curvare la traiettoria verso nord. Le oscillazioni compiute dei venti occidentali costituiscono un esempio di onde di Rossby in atmosfera, e sono particolarmente evidenti nella corrente a getto.